# Gheorghe Váczi
Gheorghe Váczi (né le 4 août 1922 à Mediaș en Roumanie et mort le 16 octobre 2006 à Arad) était un joueur de football roumain d'origine hongroise.

## Faits
- Total  de matchs joués en Liga I : 194 matchs - 126 buts
- Total de matchs joués en championnat hongrois : 48 matchs - 26 buts
- Meilleur buteur de Liga I : 1949, 1951
- Vainqueur du Championnat de Roumanie : 1949, 1954
- Vainqueur de la Coupe de Roumaine : 1953
- Roumanie B : 3 matchs - 1 but